# حزب العمال (تركيا)

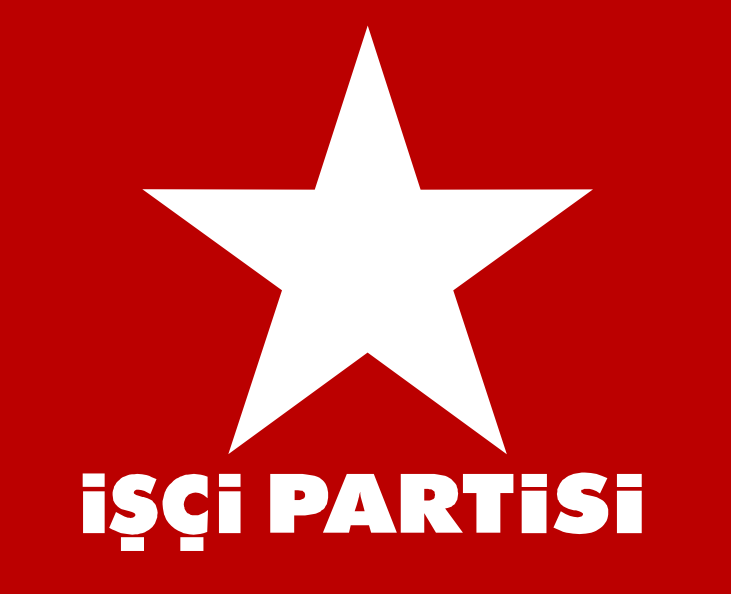
علم حزب العمال(تركيا).

حزب العمال (باللغة التركيّة:İşçi Partisi)، حزب سياسي شيوعي قومي يساري تركي، حصل الحزب على 0.38% من الأصوات في الانتخابات التركية العامة 2007.

## وصلات خارجية
- موقع الحزب الرسمي